# BNP-deflator
En BNP-deflator är ett prisindex som används för att mäta prisnivån på alla producerade varor i landet under en viss tid, vanligtvis ett år. BNP- deflatorn tar hänsyn till inflation. BNP-deflatorn skiljer sig definitionsmässigt från exempelvis konsumentprisindex genom att den baserar sig på hela ekonomin snarare än en viss varukorg av konsumentvaror. Inflationssiffror som kan härledas från BNP-deflator och från konsumentprisindex ligger dock ofta nära varandra.
BNP deflatorn beräknas med formeln:
{\displaystyle {\text{Nominell BNP}}/{\text{Real BNP}}\cdot 100}